# Krišjānis Valdemārs
Krišjānis Valdemārs (2. prosince 1825 Vecjunkuri – 7. prosince 1891 Moskva) byl lotyšský spisovatel, novinář, pedagog, politik, lexikograf, folklorista a ekonom. Byl klíčovou osobností první fáze lotyšského národního obrození a nejvýznamnějším členem Mladolotyšského hnutí.

## Život
Byl synem luteránského kaplana. Po absolvování farní školy pracoval jako učitel v Sasmace (na jeho počest se nyní toto město jmenuje Valdemārpils). Později pracoval jako farní sekretář ve farnostech Rundāle a Ēdole. V roce 1854 absolvoval gymnázium v Liepāji a začal studovat na univerzitě v Tartu. Studoval s osobní podporou pobaltského gubernátora Alexandra Suvorova. Jeho hlavním předmětem byla veřejná správa a ekonomie. Absolvoval v roce 1859.
Během studií se stal známým díky prvnímu veřejnému se přihlášení k lotyšské národnosti. Na dveře si tehdy připevnil vizitku s nápisem „C. Woldemar stud. vačka. Latweetis“. V té době bylo téměř neslýchané, aby se vzdělaný člověk nazýval Lotyšem (vzdělání tehdy automaticky znamenalo germanizaci) a význam Valdemarsova činu pro dějiny lotyšského nacionalismu bývá srovnáván s vyvěšením 95 tezí na dveře kostela ve Wittenbergu pro protestantismus. Spolu s Jurisem Alunānsem vedl v Tartu lotyšská studentská setkání a propagoval studium folklóru.
Po promoci v roce 1858 se přestěhoval do Petrohradu a pracoval jako úředník na ministerstvu financí. Byl také dopisovatelem místních německy psaných novin St. Petersburgische Zeitung. V roce 1862 se stal redaktorem a hlavním vydavatelem lotyšských novin Pēterburgas Avīzes, které byly nejradikálnějšími lotyšskými novinami té doby (ke klíčovým jeho spolupracovníkům zde patřili Alunāns a Krišjānis Barons). Ostře se v listu stavěl proti nadvládě baltských Němců a pozůstatkům feudalismu v Pobaltí. Noviny se staly hlavní platformou pro myšlenky Mladolytošského hnutí. Valdemars věřil a ve svých článcích hájil, že hrází vlivu pobaltsko-německé šlechty může být rusifikace, přesto ruské úřady jeho noviny v roce 1865 zakázaly.
V roce 1864 pomohli založit první lotyšskou námořní školu v Ainaži. Věřil, že námořní obchod je cesta ke zbohatnutí Lotyšska a zbohatnutí je cestou k emancipaci. Při otevírání školy pronesl slavnou větu: „Brauciet, latvji, jūriņā, krājiet zeltu pūriņā!“ („Lotyši, plavte se po mořích, vycpěte si věno zlatem“). V následujících letech bylo v pobřežních městech Lotyšska založeno mnoho dalších lotyšských námořních škol. Měly velký vliv na místní ekonomiku a kulturu, protože stovky lotyšských rolnických synů měly šanci získat vzdělání zdarma a stát se kapitány nebo kormidelníky. Tato éra bývá proto v Lotyšsku někdy nazývána „věkem námořníků“. Nově založené firmy na výrobu lodí již byly vlastněné Lotyši a podílely se brzy i na transatlantickém obchodu.
V roce 1879 vydal Valdemārs lotyšsko-rusko-německý slovník. V pozdějším životě se většinou angažoval v polemikách s baltskými Němci, popularizoval mořeplavbu a redigoval první lotyšský námořní slovník. Zemřel v Moskvě, ale byl pohřben na Velkém hřbitově v Rize. Je po něm pojmenována jedna z hlavních rižských ulic.